# Габрієл Маттус
Габрієл Маттус (порт. Gabriel Mattos; нар. ) — колишній бразильський тенісист.
Найвищу одиночну позицію світового рейтингу — 347 місце досяг 26 грудня 1979, парну — 215 місце — 2 січня 1984 року.

## Титули ATP Челленджер

### Парний розряд: (1)
| Ранг | Дата     | Турнір                         | Покриття | Партнер           | Суперники                 | Рахунок       |
| ---- | -------- | ------------------------------ | -------- | ----------------- | ------------------------- | ------------- |
| 1.   | Бер 1983 | São Paulo Challenger, Бразилія | Ґрунт    | Золтан Кухарський | Віктор Печчі Уго Роверано | 6–2, 3–6, 6–3 |